# Lily Phillips
Lily Phillips (née le 23 juillet 2001 dans le Derbyshire) est une actrice pornographique britannique. Elle abandonne l'université pour travailler dans l'industrie du sexe ; son apparence physique est celle de la girl next door. 
Fin 2024, elle publie sur OnlyFans une vidéo  dans lequel elle a eu des relations sexuelles avec 101 hommes, puis annonce son intention d'avoir des relations sexuelles avec 300 puis 1 000 hommes en une journée. Ces deux projets attirent l'attention après que Josh Pieters, qui l'avait accompagnée tout au long du premier, a publié I Slept with 100 Men in One Day sur son compte YouTube. Bien que le documentaire lui-même ait été salué, Phillips et OnlyFans sont fortement critiqués pour ce coup d'éclat, les commentateurs comparant les hommes à ceux qui faisaient la queue pour violer Gisèle Pelicot. Phillips défend par la suite sa profession. Sa vidéo avec 1 000 hommes devait être filmée aux États-Unis en février 2025, mais a été repoussée en raison de craintes d'expulsion, puis finalement annulée. Elle a également filmé du contenu avec Bonnie Blue et est apparue dans l'émission Newsnight de la BBC.

## Biographie

### Enfance et études
Lillian Daisy Phillips naît le 23 juillet 2001 dans le Derbyshire, en Angleterre. Ses parents sont propriétaires d'une entreprise de nettoyage prospère. Après avoir étudié la nutrition à l'université de Sheffield, elle développe une présence sur Instagram, où son contenu devient progressivement plus explicite. Après avoir découvert qu'elle donnait des relations sexuelles gratuitement à l'université, elle commence à publier des vidéos d'elle en train de le faire, puis finit par abandonner complètement l'université. Après avoir constaté que les images sexuelles et le sexe n'apportaient pas suffisamment de revenus à son compte OnlyFans, elle organise un concours dans le cadre duquel le gagnant pouvait avoir des relations sexuelles avec elle et commence à filmer des vidéos personnalisées et à prendre les appels téléphoniques de ses fans.
L'esthétique de Phillip est celle de la girl next door. Elle cible explicitement les hommes avec son contenu et fait sa promotion sur des podcasts optimisés pour le monde des Hommes, tels que le podcast Whatever.

### I Slept with 100 Men in One Day
En octobre 2024, Phillips poste une vidéo appelant des participants à un gang bang le 19 octobre 2024, dans lequel elle tenterait d'avoir des relations sexuelles avec 101 hommes. Elle avait déjà eu des relations sexuelles avec 37 hommes en une journée le mois précédent. Pour la vidéo, Phillips recrute des hommes en offrant des relations sexuelles à tous ceux qui remplissait un formulaire de demande et passait un test de dépistage, avec 200 réservations. Un homme offre à Phillips une rose avant de participer, qui reste sur le lit pendant le reste de l'événement. Filmé dans un Airbnb à Londres, le défi est réalisé au hasard, Phillips et ses neuf employés étant débordés, et Phillips n'a pas déjeuné. Josh Pieters, créateur de contenu d'origine sud-africaine qui était déjà devenu viral pour des blagues politiques, répond présent. Le 5 novembre, elle déclare vouloir devenir la première femme à avoir des relations sexuelles avec 1 000 hommes en une journée et avoir l'intention d'avoir des relations sexuelles avec 300 hommes le 15 décembre.
Le 7 décembre 2024, Pieters publie sur sa chaîne YouTube I Slept with 100 Men in One Day (litt. : « J'ai couché avec 100 hommes en un jour »), un documentaire de 47 minutes sur le projet et son premier. Le documentaire, dans lequel Phillips déclare que la pornographie lui donnait du pouvoir au motif que les hommes la sexualiseraient de toute façon, montrait sa sélection de jouets sexuels et de feuilles de calcul comptables et contenait des séquences où elle faisait des achats pour l'événement et recevait des notifications de ses vedettes potentielles. 100 Men contient une scène dans laquelle Phillips ne semble pas savoir que le VIH peut être transmis par voie orale, une scène dans laquelle le caméraman vomit après avoir essayé de filmer une pièce remplie de préservatifs usagés, et se termine avec une Phillips en larmes déclarant qu'elle s'est désolidarisée de trente hommes. La version YouTube de 100 Men censure les insultes en raison de la démonétisation des contenus obscènes sur la plateforme. Les hommes qui ont des rapports sexuels avec elle ne sont pas nommés dans la vidéo, bien que certains aient été interviewés ; l'un d'entre eux est venu de Suisse et n'a aucun regret, tandis qu'un autre s'est inquiété que son père l'apprenne. Le documentaire montre des participants qui abandonnent et son équipe qui invite les gens à apporter des remplaçants qui n'ont pas fait leurs preuves.
Peu après sa diffusion, la vidéo devient virale ; le 19 décembre 2024, la vidéo et les messages la commentant sur Twitter et TikTok avaient été vus plusieurs millions de fois, et un tweet montrant Phillips en train de pleurer avait été vu 200 000 000 fois. La réaction à la cascade de Phillips a été décrite comme une réaction « d'inquiétude, de dérision et de colère ». 

## Filmographie notable
- 2024 :  Slept with 100 Men in One Day
- 2024 : Nerdy Nympho Gets Her Dick Fix (Brazzers)

## Distinctions
| Année | Cérémonie | Catégorie                     | Résultat | Réf.   |
| ----- | --------- | ----------------------------- | -------- | ------ |
| 2025  | XMA Award | Créatrice préférée de contenu | Lauréat  | [ 15 ] |